# Ebberup
|  | Ebberup er også en bebyggelse i Soderup Sogn på Sjælland. |
Ebberup er en by på Fyn med 1.233 indbyggere  (2025), beliggende 11 km sydvest for Glamsbjerg, 12 km nordvest for Haarby og 7 km sydøst for Assens. Byen hører til Assens Kommune og ligger i Region Syddanmark.
Den oprindelige landsby Ebberup hører til Kærum Sogn. Den har bredt sig mod syd og sydvest og er vokset sammen med landsbyen Sønderby i Sønderby Sogn. Grænsen mellem de to sogne følger stort set Ebberupvej. Kærum Kirke ligger i landsbyen Kærum 3 km nordvest for Ebberup, og Sønderby Kirke ligger i Sønderby, som nu er en bydel i Ebberup.
Sønderby er oprindeligt opstået omkring den 14 ha store Sønderby Sø. 2½ km syd for Ebberup ligger herregården Hagenskov.

## Faciliteter
I 1964 opførte sognekommunerne Kærum og Sønderby en fællesskole i Ebberup. Den er løbende blevet udbygget og er nu en landsbyordning med skole, børnehave og vuggestue under ét. Den har i alt 50 ansatte og 339 børn, heraf 289 i skolen, fordelt på 0.-9. klassetrin, 36 i børnehavens to grupper og 14 i vuggestuen. I 2013-2014 blev der opført en multibane på skolen.
Ebberup Hallerne består af 2 haller, fitness center, møde- & festlokaler, cafeteria og klublokale for idrætsforeningen Ebberup IF. Den tilbyder fodbold, håndbold, fitness, gymnastik, løb og petanque.
Ebberup Rideklub blev startet i 1975 på et græsareal, men fik senere grus. Klubben fik sit nuværende areal foræret af kommunen, men måtte i mange år nøjes med udendørs dressurbane og springbane. I 1989 kunne man indvie ridehallen på 20*40 m og elevhestestalden. I 2003 blev der lavet en tilbygning med 16 hestebokse.
Den gamle kro fungerer som forsamlingshuset Ebberup Hus. Teatersalen, der er opført i 1912, har plads til 150 personer, og Pejsestuen har plads til 64.

## Historie

### Oldtidsfund
I Sønderby Sogn har der været en halv snes gravhøje, hvoraf Portehøj er fredet. Paa Ulvemosemark ved Hagenskov har der ligget mindst 6 høje, som er undersøgt af Frederik VII, da han var guvernør på Fyn. En runesten herfra er ført til Jægerspris slotspark.

### Stationsbyen
Ebberup fik station på Assensbanen (1884-1966). Stationen havde krydsningsspor med perron og et kort læssespor med dyrefold og stikspor til enderampe. Ebberup Station blev lagt midt mellem Ebberup og Sønderby, der var adskilt af 1½ km åbent land. Kroen over for stationen ses allerede på målebordsbladet fra 1800-tallet.
I 1899 beskrives Ebberup således: "Ebberup {1440: Æbbedorp) med Skole, Jærnbane- og Telegrafstation;" Og Sønderby beskrives således: "Sønderby, ved Søen af s. Navn, med Kirke, Præstegd., Skole, Hospital (opr. ved Testam. af 1717 af General F. J. Dewitz, † 1719, med 1000 Rd. til et af Brodersønnen Ritmester F. J. Dewitz 1739 opf. Hus ved Kirken, til 8, nu 4 fattige), Mølle (Lillemølle) og Fællesmejeri samt Andelsmejeri (ved Ebberup Station);"
Målebordsbladet fra 1900-tallet viser desuden et jordemoderhus i Sønderby og en lægebolig mellem stationen og Lillemølle. Bebyggelsen ved stationen, kroen og andelsmejeriet er ved at vokse i retning af både Ebberup og Sønderby, så de to landsbyer med tiden blev én stationsby.
Efter nedlæggelsen af persontrafikken på Assensbanen fortsatte godstrafikken i stadig mindre omfang til 2005. Skinnerne ligger der stadig, og siden 1985 har man kunnet køre med skinnecykler på den 28½ km lange strækning mellem Tommerup Station og Næsvej i Assens. Stationsbygningen i Ebberup er bevaret på Ebberupvej 73. Ved baneoverskæringen på Ravnekærvej ses bommenes galger endnu.

## Fipros
Fipros A/S, “Food Industry PROcessing Services” er en virksomhed i Ebberup med omkring 100 ansatte. De producerer fødevarer og fødevareingredienser, og tilbyder en række forskellige procesløsninger, bl.a. blanding, tørring, formaling, bio-forarbejdning, komprimering og pakning.

## Kendte personer
- Henning Christophersen (1939-2016), finans- og udenrigsminister, EU-kommissær – flyttede på landet ved Ebberup efter årene i Bruxelles
- Britta Schall Holberg (1941-2022), folketingsmedlem, indenrigs- og landbrugsminister – boede på Hagenskov
- Gunnar Geertsen (1946-), sangskriver og forfatter til Bølle Bob universet – bor i Ebberup
- Casper Radza (1994-), fodboldspiller, der er vokset op i Ebberup IF